# 犹太问题研究学会
犹太问题研究学会（Institut zur Erforschung der Judenfrage）是一个创建于1939年4月的纳粹党政治学会。在设想中，该学会将成为阿爾弗雷德·羅森堡领导下的国家社会主义德国工人党高等学校体系的一个分支，二战期间，该学会于1941年3月在美因河畔法兰克福正式开办，并一直存续至1945年战争结束。犹太问题研究学会容易与犹太问题考察学会相混淆，后者是約瑟夫·戈培爾的宣传部下辖的一个部门，后来曾两度更名。